# Comuna Osînivka, Șîreaieve
Osînivka (în ucraineană Осинівка) este o comună în raionul Șîreaieve, regiunea Odesa, Ucraina, formată din satele Iarînoslavka, Novohuleaiivka, Oleksandro-Vovkove, Osînivka (reședința) și Vînohradivka.

## Demografie
Componența lingvistică a comunei Osînivka
     Ucraineană (94,18%)
     Română (3,31%)
     Rusă (2,06%)
     Alte limbi (0,09%)
Conform recensământului din 2001, majoritatea populației comunei Osînivka era vorbitoare de ucraineană (94,18%), existând în minoritate și vorbitori de română (3,31%) și rusă (2,06%).